# Francesco Renzio
Francesco Renzio (Alife, 1330 circa – Roma, 26 o 27 settembre 1390) è stato un cardinale italiano.
Nato da un'illustre famiglia locale (spesso, nei documenti, è chiamato semplicemente Francesco de Alifia oppure il Cardinale di Alife), era figlio di Niccolò Alunno, gran Cancelliere del Regno di Napoli e della nobile Maria di Fuscaldo. Era fratello di Covella d'Alife, moglie di Fulcone Ruffo, conte di Sinopoli e cugino di Giovanni de Alferiis, vescovo della diocesi di Alife.

## Biografia
Essendo legato da vincoli di parentela con papa Urbano VI, oltre che per l'ascendenza politica che suo padre aveva presso la corte angioina di Napoli, da Protonotario apostolico, fu elevato alla porpora, insieme ad altri cinque importanti personaggi del tempo, nel secondo Concistoro che tenne il detto papa il 21 dicembre 1381 nel castello di Nocera; ebbe il titolo cardinalizio di Sant'Eustachio, antica diaconia di Roma e ciò ci fa supporre che non abbia mai ricevuto gli Ordini Sacri. Anche suo nipote, il cardinal Marino Vulcano, fu elevato alla porpora dallo stesso papa il 17 dicembre 1384 (entrambi, infatti, sono inseriti nella cosiddetta lista dei cardinali nipoti).
Fu Vicario Pontificio nelle province di Campagna e Marittima e Legato Pontificio in Polonia. Ebbe anche alcuni benefici (le cosiddette prebende) in Gran Bretagna; fu, inoltre, Camerlengo del Sacro Collegio dal 1386 alla morte, con la relativa funzione di tesoriere e amministratore delle entrate del Sacro Collegio. Da questo ruolo e dal fatto che era Protonotario apostolico, possiamo supporre la sua preparazione giuridica, dovendo redigere importanti atti e documenti pontifici.
Nonostante il travagliato periodo in cui si trovò a vivere, noto come Scisma d'Occidente, Francesco fu sempre fedele a papa Urbano VI, rimanendogli vicino in ogni occasione.
Alla morte di papa Prignano, il Renzio organizzò e partecipò attivamente al Conclave che, dopo una settimana di consiglio, il giorno 2 novembre 1389, elesse il cardinale napoletano Pietro (detto Perrino) Tomacelli che s'impose il nome di Bonifacio IX.
Francesco Renzio morì a Roma e lasciò erede delle cospicue ricchezze che aveva accumulato, un suo fratello, noto con il nome di Antonello d'Alife.